# Даниел Генов (футболист, р. 1985)
Даниел Жечков Генов е български футболист, полузащитник на Добруджа (Добрич).

## Биография
Даниел Генов е роден на 5 май 1985 година в град Търговище, България.